# I quattro inesorabili
I quattro inesorabili è un film del 1965 diretto da Primo Zeglio.

## Trama
Sam Garrett, il ranger cerca di catturare quattro cacciatori di taglie che lo vogliono morto.